# Friedrichshöhe (Solingen)
Friedrichshöhe ist eine Ortslage im Stadtteil Widdert der bergischen Großstadt Solingen.

## Lage und Beschreibung
Friedrichshöhe befindet sich im äußersten Süden des Solinger Stadtgebietes an einem Talhang südlich von Widdert, der steil zum Unteren Wuppertal hin abfällt. Das Widderter Plateau wird durch zahlreiche kleinere Bachläufe in Richtung der Wupper entwässert, darunter auch das Rinnsal Friedrichshöher Bach, das im Ort entspringt und bei Friedrichsaue in die Wupper mündet. Der Ort besteht nur aus wenigen, einzeln stehenden Gebäuden, darunter auch ein altes verlassenes Fachwerkhaus am Rande des Klingenpfads, der durch den Ort führt.
Benachbarte Ortslagen sind bzw. waren (von Nord nach West): Caspersfeld, Eintracht, Untenwiddert, Untenrüden, Friedrichstal, Friedrichsaue sowie Hintenmeiswinkel sowie auf Leichlinger Stadtgebiet Fähr und Rödel.

## Etymologie
Der Ortsname ist von dem alten Hofschaftsnamen Friedrichstal abgeleitet, der seit dem 15. Jahrhundert nachgewiesen ist. Weitere Details zur Namensherkunft sind nicht bekannt.

## Geschichte
Friedrichshöhe ist seit der ersten Hälfte des 19. Jahrhunderts auf Kartenwerken verzeichnet. Die Topographische Aufnahme der Rheinlande von 1824 verzeichnet den Ort noch nicht, während die Preußische Uraufnahme von 1844 an der Stelle des Ortes zwei unbenannte Gebäude verzeichnet. In der Topographischen Karte des Regierungsbezirks Düsseldorf von 1871 ist der Ort hingegen nicht verzeichnet. Die Preußische Neuaufnahme von 1893 verzeichnet den Ort als Friedrichshöhe. Diese Bezeichnung wurde im 20. Jahrhundert offizieller Straßenname in Solingen.
Der Ort gehörte im 19. Jahrhundert der Bürgermeisterei Höhscheid an, die 1856 zur Stadt erhoben wurde.
Mit der Städtevereinigung zu Groß-Solingen im Jahre 1929 wurde Friedrichshöhe ein Ortsteil Solingens.

## Wanderwege
Durch den Ort führt der Wanderweg Rund um Solingen (Klingenpfad), der Solinger Obstweg und der Liewerfrauenweg (Bergischer Streifzug 25).

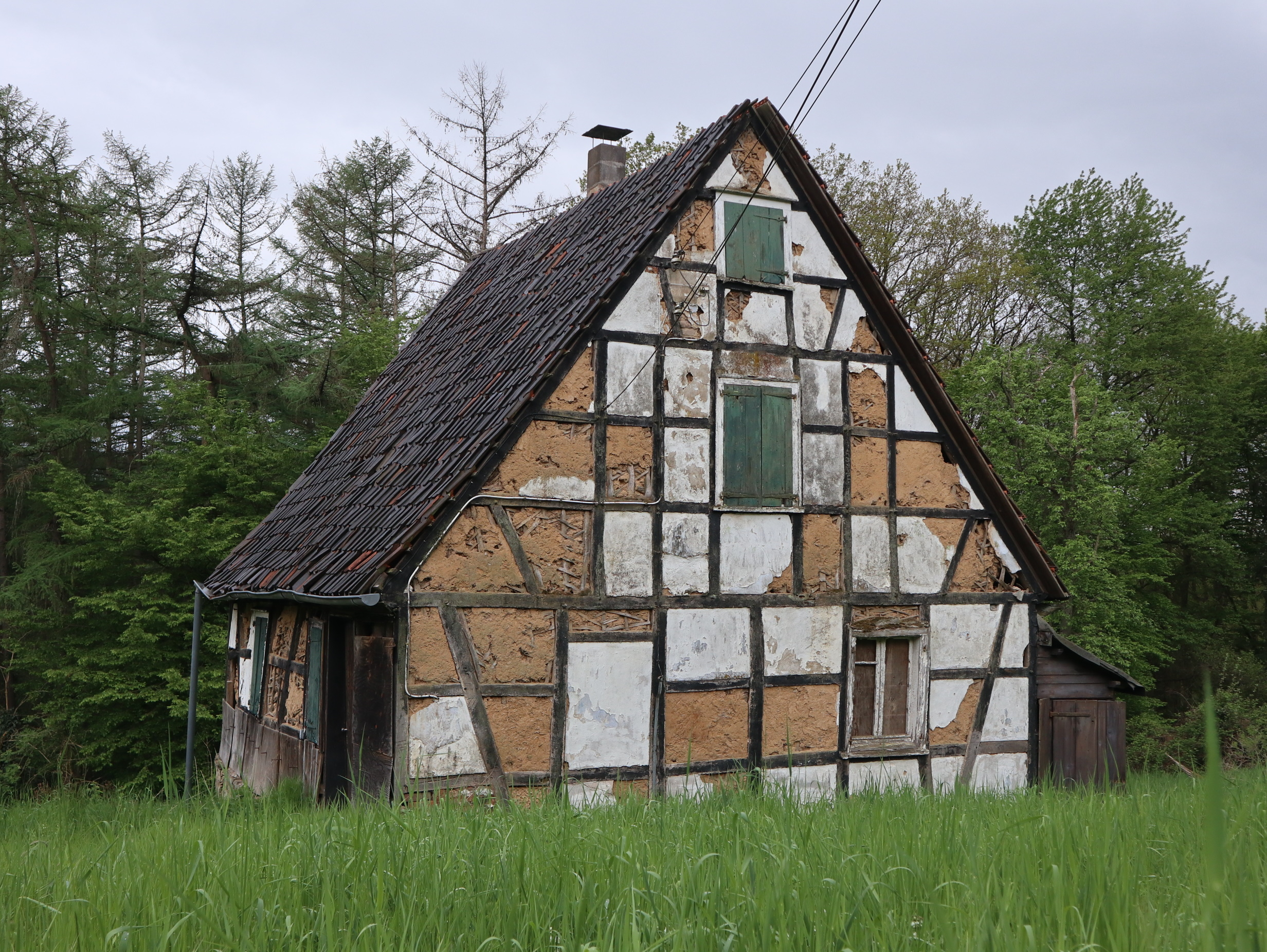
Verlassenes Fachwerkhaus an der Friedrichshöhe
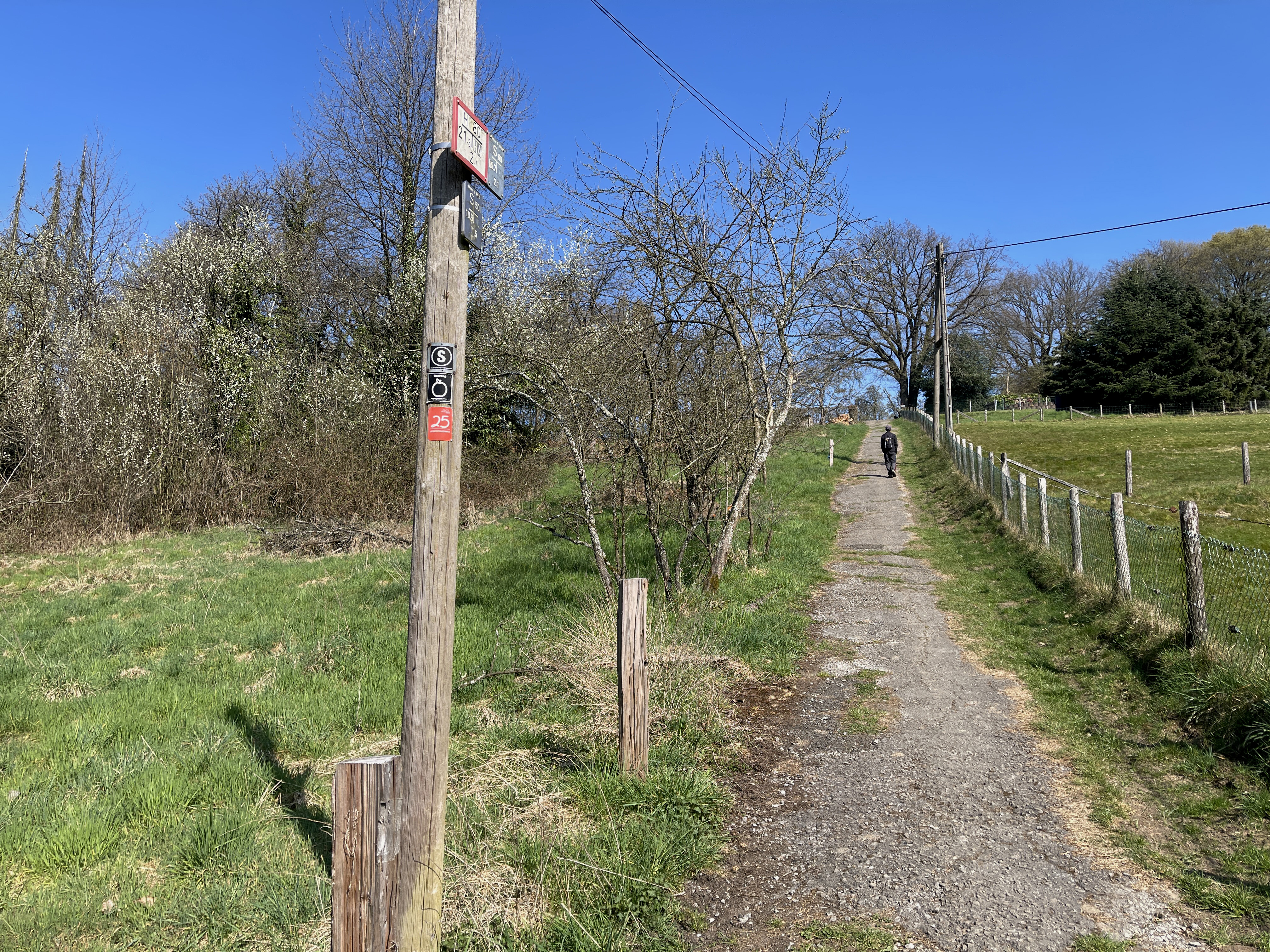
Wanderweg durch Friedrichshöhe
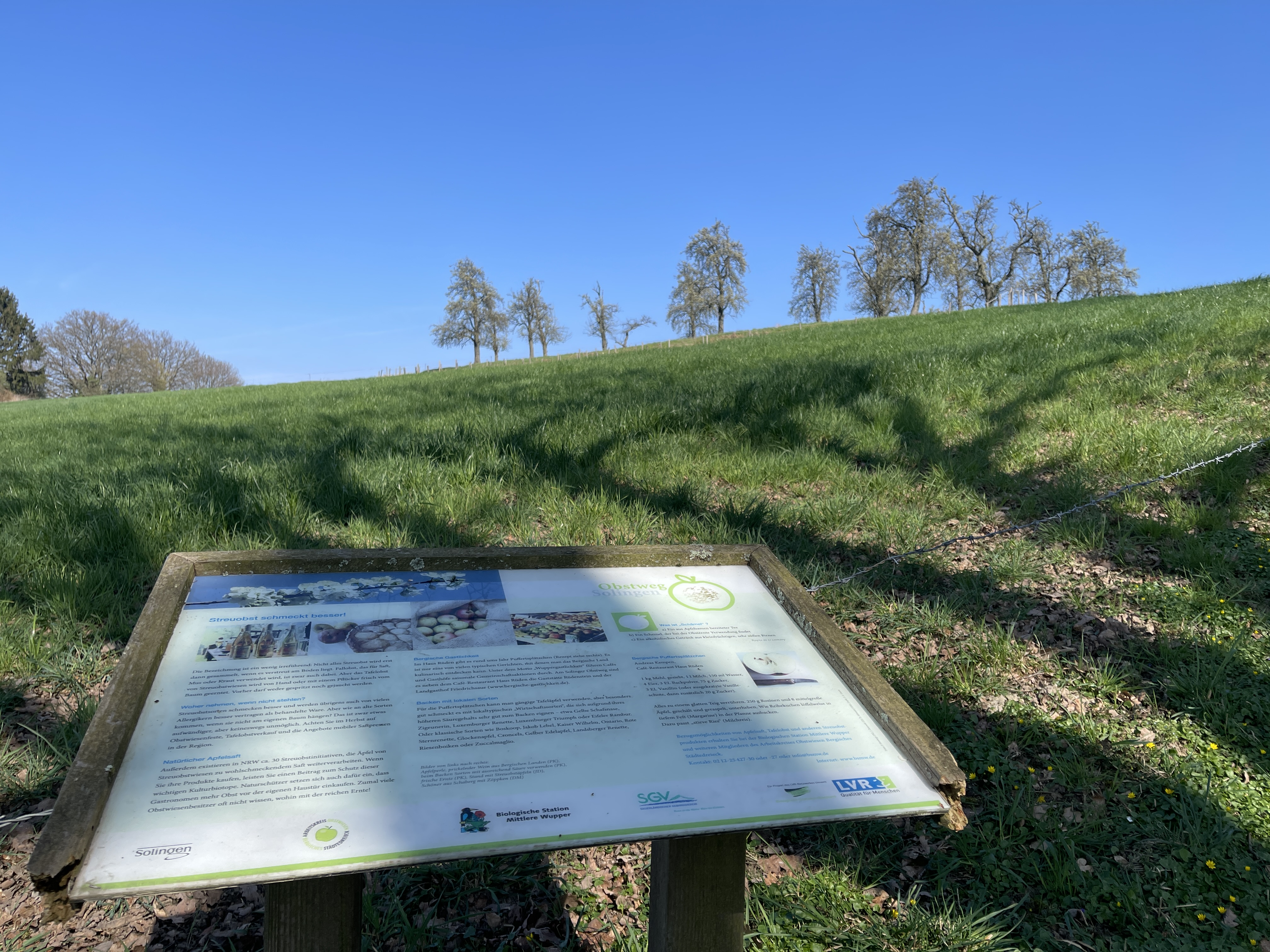
Streuobstwiese am Obstweg
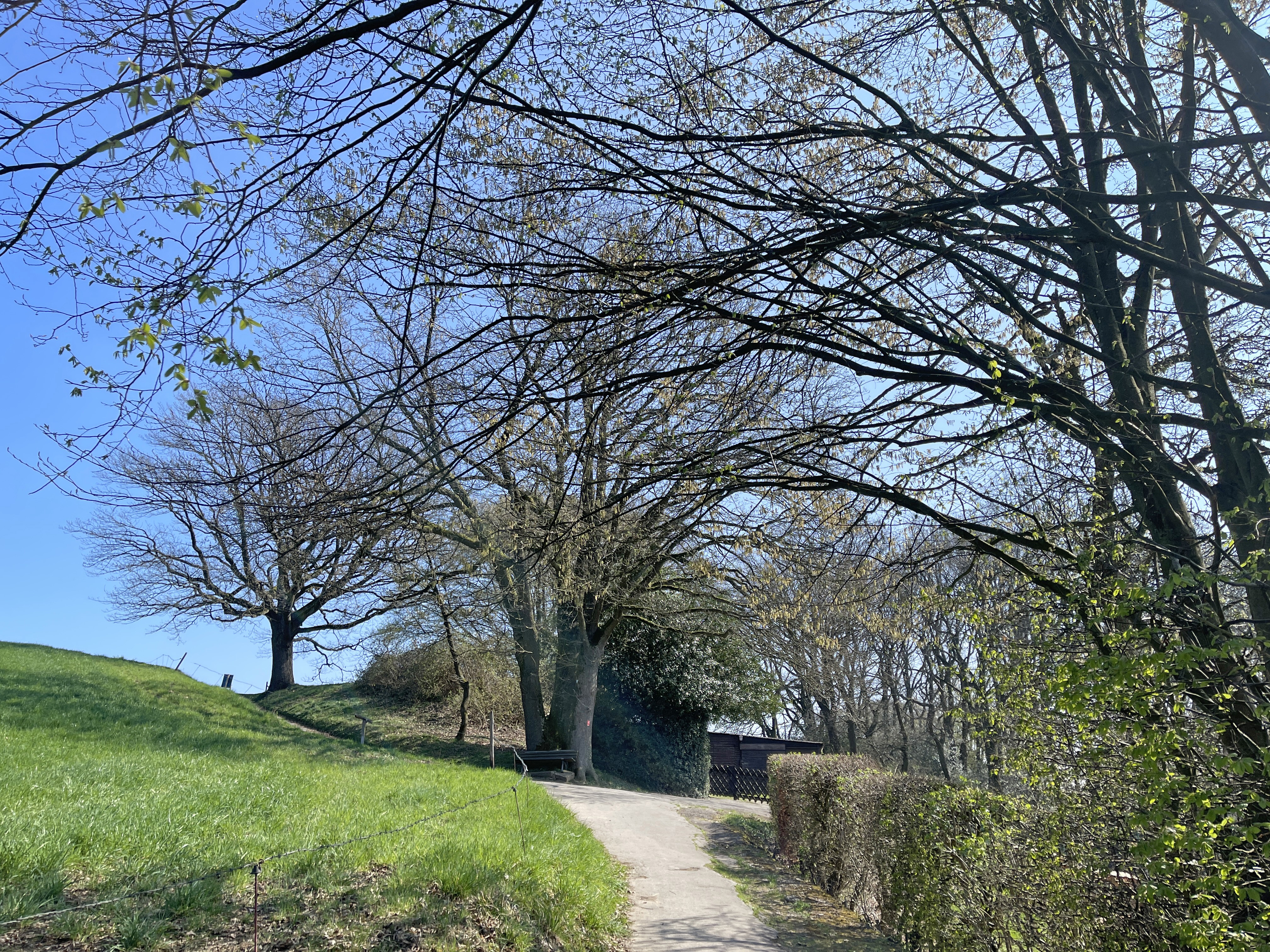
Naturdenkmal: 3-stämmige Stieleiche mit Sitzbank und Einzelbaum (hinten links)
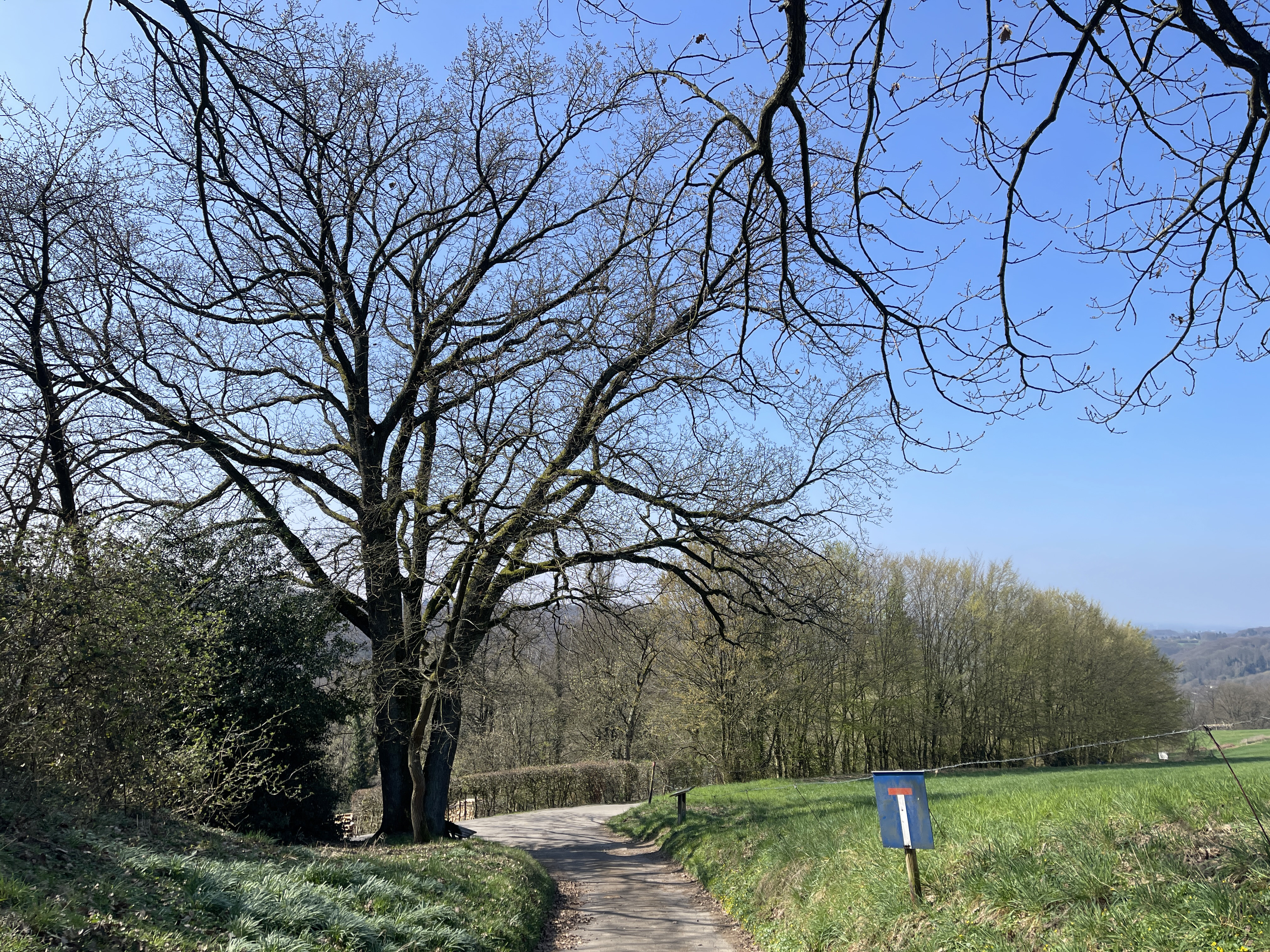
Naturdenkmal 3-stämmige Stieleiche